# Branville
Branville é uma comuna francesa na região administrativa da Normandia, no departamento Calvados. Estende-se por uma área de 6,3 km². Em 2010 a comuna tinha 204 habitantes (densidade: 32,4 hab./km²).